# 和歌山県軟式野球連盟
和歌山県軟式野球連盟（わかやまけんなんしきやきゅうれんめい）は、全軟連の和歌山県支部であり、和歌山県内で開催される軟式野球大会などを開催する機関。和歌山市に本部があり、その下に8つの支部が置かれている。

## 支部
- 伊都支部
- 那賀支部
- 和歌山市支部（和歌山市軟式野球連盟）
- 海南・海草支部
- 有田支部
- 御坊・日高支部
- 田辺・西牟婁支部
- 新宮・東牟婁支部